# Rusi
Rusi su narod koji pripada istočnoslavenskoj jezičnoj grupi s oko 134 milijuna pripadnika nastanjenih širom svijeta. U Rusiji živi oko 79.8% građana koji se izjašnjavaju etničkim Rusima. Rusi imaju utjecajne manjine u više europskih država, a posebno je značajna manjina u Latviji, Bjelorusiji i Ukrajini. Izvan granica Europe Rusi se u većem broju nalaze u Kazahstanu i SAD-u.
Rusi su najveći slavenski narod (slijede ih Ukrajinci i Poljaci) i najmnogoljudniji narod Europe. Tijekom višestoljetnog širenja srednjovjekovne ruske države prema središnjoj i istočnoj Aziji, Rusi su dolazili u doticaj s raznim euroazijskim narodima, često turkijskog, ugro-finskog i drugog porijekla. U istom razdoblju veći broj tih rasno raznovrsnih plemena asimilirao se s ruskim etnosom koji je nastao u procesu multikulturalnog prožimanja slavenskih i ugro-finskih plemena na prostorima središnje Rusije.
Rusi su danas najsrodniji Ukrajincima, Bjelorusima, Baltima, i nešto manje Poljacima i Fincima. Međutim, u mnogoljudnom ruskom narodu danas se nalaze karakteristike mnogih drugih neeuropskih naroda čije se genetske karakteristike ne susreću u tolikoj mjeri među drugim istočnoeuropskim narodima. To je prvenstveno posljedica položaja autohtonog ruskog prostora u široj okolici Moskve i širenja ruske države preko 5. stoljeća iz istočne Europe skroz do prostranstva istočne Azije i Aljaske.

## Ruski identitet i polemike
Danas postoji nekoliko povijesnih polemika koji se odnose na početak stvaranja moderne ruske nacije i prava na kulturno-političko nasljeđe Kijevske Rusi iz 9. odnosno 10. stoljeća. Za ruske povjesničare posebno je problematična polemika i pitanje: jesu li Kijevsku Rus' formirali Vikinzi, Ukrajinci ili Rusi. Pojedini ruski znanstvenici danas i dalje često tumače da su Ukrajinci dio velikog ruskog nacionalnog korpusa ne bi li time ojačali vlastiti slavenski identitet, čemu se ukrajinski povjesničari argumentirano opiru navodeći da su Rusi svoju nacionalnu povijest započeli u Velikoj kneževini Moskvi tek u 14. stoljeću. Duga povijesna borba za dokazivanje slavenskog karaktera Moskovske Države i Ruskog Imperija simbolizira svojevrstan kompleks manje vrijednosti što ga Rusi odavno osjećaju prema Zapadu, zbog čega su Rusi razvijali svoju produhovljenost, vojnu snagu i autoritet u bližem i daljem okruženju kroz više stoljeća.
Ruski povijesni dokumenti upućuju da ruska plemena sve do 14. stoljeća nisu imala vlastito kolektivno ime. U početku opisni naziv «ruski», kojeg i danas koriste u etničkom smislu, stekli su u sklopu Kijevske Rusi, a nadjenuli su ga kijevski kneževi iz 9. stoljeća tada poznati kao Rusini-Rusiči. Ruska plemena Vjatiči, Kriviči, Radimiči, Meri, Muromi, Meščeri, Goljad i druga, na kijevskom dvoru su nazvani «rus'kie ljude» čime ih se označavalo da pripadaju koloniziranom dijelu države pod kontrolom srednjovjekovnog Kijeva. Prvi kolektivni naziv koji su nadjenuli moskovski vladari za današnje Ruse bio je «narod Moskva» prema kneževini Moskvi. Pod velikom reformacijom cara Petra Velikog u 18. stoljeću ponovno je usvojen naziv «Ruski», u Hrvatskoj poznato kao «Rusi».
Druga važna polemika, koja je također usredotočena na Kijevsku Rus' govori o međusobnim kulturološkim odnosima između Rusije i Ukrajine odnosno Moskovije i Rusi. Za golemu većinu Rusa, Kijevska Država je bila prva ruska država jer se Ukrajinci smatraju dijelom ruskog nacionalnog korpusa. S druge strane, za Ukrajince je Kijevska Rus' bila prva ukrajinska država osnovana uz pomoć Vikinga i njihovog najmnogoljudnijeg plemena Poljana. Razlog tim zavrzlamama i neriješenim polemikama prvenstveno prate okolnosti iz 17. i 18. stoljeća, kada je ruski car Petar Veliki iz političkih razloga želio objediniti ruski i ukrajinski narod na etničkoj, kulturološkoj i drugoj osnovi.

### Povijest ruskih plemena
Prva plemena na teritoriju buduće Moskve javljaju se u neolitiku. Najstarija naselja datiraju iz trećeg tisučljeća pr. Kr., a otkrivena su na širem području oko današnjeg grada Moskve.
Prva istočnoslavenska plemena koja su sigurno vezana za današnje Ruse jesu Vjatiči, Kriviči, Ilmenski Slaveni i Radimiči koji su u neposrednom kontaktu s ugro-finskim plemenima poput Merija, Muroma, Mokša i Meščera živjeli u sklopu Kijevske Rusi. Ta plemena stvorila su bazu za rusku naciju koja se nakon 14. i 15. stoljeća nadopunjavala u sklopu teritorijalnog širenja Moskovskog odnosno Ruskog Carstva. Pritom vrijedi napomenuti da su današnji Rusi, sve do 18. stoljeća, u povijesnim dokumentima često bilježeni kao Moskalji ili Moskoviti. To je posljedica formiranja Velike kneževine Moskve u 14. stoljeću i sve jače dominacije novog centraliziranog euroazijskog središta Moskve. Prvo spominjanje Moskve, kao grada, zabilježeno je u starom manuskriptu iz 1147. godine. Godine 1156., knez Jurij Dolgorukij podigao je utvrdu oko naseljenog mjesta i opkružio je jarkom.
Zbog nešto izraženije multikulturalnosti u sklopu višestoljetnog širenja ruske države, ruski nacionalni identitet danas je do neke mjere u previranju s obzirom na to da su drugi narodi koje su Rusi osvojili tijekom 17., 18. i 19. stoljeća, izašli iz komunizma s određenim posljedicama, ali su im osnovne nacionalne tradicije i identiteti donekle ostali očuvani, posebno kada je riječ o Poljacima, Gruzijcima i baltičkim narodima. Rusi su se kao imperijalni narod zaista ponosili Sovjetskim Savezom kao vlastitom tvorevinom za razliku od primjerice baltičkih državica, Poljaka pa čak i Ukrajinaca, koji su također znatno doprinijeli u njegovu razvoju, ali pod svojevrsnom prisilom.
U sklopu carskog i sovjetskog načina života ruski jezik ostao je donekle izložen transformaciji s obzirom na to da je bio pod utjecajem mnogih drugih naroda, posebno s Dalekog istoka. Ruska kultura je doista šarolika s obzirom na to da obuhvaća više desetaka različitih kultura, no također postoje neke specifičnosti prema kojima su Rusi prepoznatljivi.

## Etnogeneza ruskog naroda
U sastavu moderne ruske nacije nalazi se nekoliko bivših slavenskih i ugro-finskih plemena koje sa smatraju temeljnim čimbenikom u formiranju ruskog etnosa kroz više od 5. stoljeća. U kulturološkom smislu posebno su značajna slavenska plemena: Vjatiči, Kriviči, Ilmenski Slaveni, Radimiči; zatim u etnogenološkom smislu također su značajna ugro-finska plemena: Mordvini, Mokša, Meščeri, Muromani, Mari, Udmurti, Čudi, Čuhni, Vepsi, Permjački Finci, Jugri, Pečorci i drugi.
Nakon napada Mongola u 13. stoljeću, mnogi ruski vladari i plemstvo imali su doticaja i srodnosti s mongolskim. Nakon 17. stoljeća, moderni Rusi susreću se u velikom omjeru s istočnoeuropskim narodima posebno s Ukrajincima, Poljacima, Bjelorusima, Baltima i nešto manje Fincima. Također postoje značajni doticaji s germanskim, židovskim te kavkaškim narodima. Danas ne postoji karakteritičan ruski izgled iako u ruskoj fizionomiji dominiraju plava i svjetlo smeđa kosa, te plave ili svijetlo smeđe oči. Te karakteritsitke su posebno značajne za središnju Rusiju u okolici grada Moskve odnosno prostoru koji se smatrao autohtonim za razdoblja formiranja modernog ruskog etnosa.

## Sažeta povijest
Današnji Rusi u 10. i 11. stoljeću bili su sastavni dio prve istočnoslavenske države Kijevske Rusi. Tijekom 8. stoljeća, na europski dio današnje Rusije i Ukrajine počinju dolaziti skandinavska plemena koja prate vodene tokove baltičkog i crnomorskog sliva. Sva istočnoslavenska plemena i nekoliko ugro-finskih bit će ujedinjena širenjem kršćanstva u 10. i 11. stoljeću. Kršćanstvo prihvaća i širi kijevski knez Vladimir, praunuk Olgin, rođen 956. i preobraćen 988. godine. Tijekom 11. stoljeća sva moć centralizirana je u Kijevu, a u 12. stoljeću s istoka počinje prijetiti opasnost od Mongola i drugih nomadskih plemena. Godine 1240. Kijev i ostala ključna središta staroruskih vladara razorili su Mongoli predvođeni vojskovođom Batu Kanom. Razoreni su gotovo svi ključni gradovi Kijevske Rusi, osim Novgoroda, Pskova i još nekih važnih gradova u zapadnoj Ukrajini. Do 14. stoljeća svi će staroruski gradovi izgubiti suverenitet osim onih u Galičko-Volinjskom Kneževstvu.
Mongolsko Carstvo raširilo se preko azijskog kontinenta i današnje središnje Rusije pod vladavinom Zlatne Horde. Staroruski teritorij bit će rascjepkan na brojne manje kneževine, a u predjelu središnje Rusije pod mongolskim protektoratom dominirat će Kneževina Vladimir-Suzdalj. Rusi će 1328. pod novim protektoratom svoje središte iz staroruskog grada Vladimira prebaciti u Moskvu. Grad Moskva u 14. stoljeću vojno jača i pod carigradskim odobrenjem postaje provincijalno središte pravoslavne Crkve. U 15. stoljeću knez Ivan III. osvojio je u bitkama staroruske gradove Novgorod i Tver. Ovdje je zanimljivo spomenuti da su ovi sukobi tema povijesnih kontroverzi jer dio povjesničara tvrdi da je autonomna Novgorodska Republika štitla svoju neovisnost pred novim moskovitskim te mongolskim vladarima. Ivan IV. Grozni (1533-84), prvi moskovski car, osniva Veliku kneževinu Moskvu, kasnije formiranu kao Moskovsku Državu. Ista država ilio carstvo ostaje usmjereno na vojno-političke sukobe s Mongolima i drugim euroazijskim narodima što se odrazilo na stagnaciju razvoja ruske kulture i društva sve do Petra Velikog (1689. – 1725.), unuka Mihajla Romanova (1613. – 1645.). Mihajlo Romanov navodno je zabranjivao pušenje i imao vrlo oštre sankcije za prekršitelje. Prvi puta bi to bilo 60 udaraca po tabanima. Drugi puta krivcu bi odjekli nos. Treća kazna: izgon u Sibir. Petar Veliki je bio vrlo nemilosrdan i prema svim okolnim narodima, posebno Ukrajincima odnosno njihovom vojno-političkom staležu ukrajinskim kozacima.
Petar Veliki uvodi reforme i pobjedom u bici kod Poltave 1709., širi moskovske granice na zapad. Objedinjuje osvojen multietnički teritorij u Ruski Imperij (rus. Rossijaskaja imperija) koji je obuhvatio i staru Rus' odnosno Ukrajinu kao važno kuzlturno-političko i povijesno središte svih Istočnih Slavena. Katarina II. Velika (1762-96) nastavila je Petrovu imperijalnu politiku šireći teritorij prema crnomorskoj Ukrajini i istočnoj Poljskoj.
U vrijeme Aleksandra I. (1801. – 25.) Napoleon Bonaparte vodi golemu vojsku na Ruski Imperij, njegove trupe doživjele su poraz 1812. Dvije vojske susretoše se na polju Borodino, a Ruse predvodi maršal Kutuzov. Ovdje je oko 108,000 vojnika poginulo. U Parizu, jesen 1815. ruski car Aleksandar I., austrijski Franjo I. i pruski kralj Fridrik Vilim III. potpisuju Svetu alijansu. Taj su dokument kasnije potpisali svi europski monarsi osim britanskoga regenta, sultana i pape. Ona govori o podršci koju će potpisnici pružiti jedna drugoj u bilo kojem trenutku. Aleksandar II. granice Rusije širi sve do Pacifika i središnje Azije. Tada pak slijedi rat s Japanom u kojoj Rusi gube flotu i gotovo sve bitke.
U vrijeme Nikole II. završena je izgradnja trans-sibirske pruge (1916.), a u državi jača boljševizam. Nesretnog cara Nikolu i njegovu obitelj nakon abdikacije ubijaju boljševici u Jekaterinburgu  (1918.), a Sergej Mihajlovič Prokudin-Gorski (rođen u Muromu; Сергей Михайлович Прокудин-Горский) napušta Rusiju, i preko Norveške odlazi za Englesku da bi patentirao prvu kolor kameru.
U Rusiji boljševici vrše nasilje i ubijaju, a nakon Ruske revolucije 1917. zavladali su komunisti. Dva dana prije Nove 1923. godine stvoren je SSSR, 30. 12. 1922., za dvije godine umrijet će i Lenjin, a Trocki će morat pobjeći u Meksiko, ali i tamo će ga stići ruka agenta, umrijet će nasilno u Mexico Cityju 1940. godine. Ruse kao i druge sovjetske narode čeka još jedan svjetski rat u kojem će izgubiti između 10 i 12 milijuna ljudi. Sovjetski vođa Staljin također otvara logore u Sibiru gdje će biti pritvoreni mnogi ruski intelektualci. Rusi i sve ostale narodnosti slabo će životariti na području SSSR-a. Tek svrgavanjem komunizma i  sovjetske tvorevine u posljednjem desetljeću 20. stoljeća sovjetski narodi, pa s njima i Rusi, naći će se na novoj prekretnici u kojoj će se suočavati s novim društvenim, političkim i drugim problemima. Rusija i zemlje SSSR-a 1991. postale su nezavisne države.

## Etnografija

### Glazba i ples
Rusi su zbog dugotrajne mongolske okupacije bili svakako pod kulturnim utjecajem svojih slavenskih susjeda, posebno Ukrajinaca i Bjelorusa, što se vidi i u materijalnoj i duhovnoj kulturi.  Kozački utjecaj vidljiv je od 15. do 20. stoljeća. Najpoznatiji ruski odnosno ukrajinski ples «Hopak» porijeklom je od Ukrajinaca, popularan je među ruskim seljacima, kao i čuvenim kompozitorima Musorgskim i Čajkovskim. Od kozaka sa Tereka je i «Lezginka», dok je popularni «Čardaš» mađarskog porijekla, Mađari ga poznaju od 9. stoljeća i plešu ga uz «Tárogató»,  moguće je da su ga oni posudili od Roma. Ovaj ples preuzeše i Židovi (tzv. Židovski čardaš, a Rusi su ga sa sobom prenjeli i u SAD. Popularni plesovi su također «Barynya», «Drobushki» (step ples) uz tradicionalna glazbala garmoška, trešotki, ložki ili balalajku. Korobuška ili «Korobeiniki» je lirska narodna pjesma i ples, star oko 150 godina.
Poznata ruska glazbala imaju također različita podrijetla: balalajka, domra, gusle, koljosnaja lira, donsloj rilej, autentični ruski hurdi-gurdi, gudok, rožok, žaleika, volinka, svirel, kugikli, ložki, treščotki, kaliuki.
- Balalajka (rus. балалайка); Balalajka je ruska narodna gitara triangularnog oblika s tri ili šest žica koje idu od klinova za podešavanje sve do baze instrumenta. Ona se spominje prvi puta u dokumentima iz 17. stoljeća (1688).
- Gudok (rus. гудок); je staro glazbalo s tri žice, od kojih je jedna postavljena nešto više, i lukom. Gudok je poznat negdje od 12 stoljeća. Možda i ranije, u 14. stoljeću je modificiran.
- Treščotka (rus. трещотка); vrsta su udaraljki, u stvari niz malenih pločica na uzici koje udaraju jedna u drugu i klepeću.
- Rožok (rus. рожок); je narodna trublja (trumpet) učinjen od goveđeg roga ili brezove kore.
- Žalejka (rus. жалейка) je klarinet ili rog s cijevi, najuobičajeniji autentični ruski duhački instrument.
- Svirelj (rus. свирель); je ruska zviždaljka ili flauta.
- Ložki (rus. ложки); su vrsta udaraljki, posebno ukrašenih drvenih žlica.

### Kuhinja
O ruskoj kuhinji, koja također liči ukrajinskoj, može se govoriti tamo od 9. stoljeća kada je slavenska populacija naučila peći kruh od raži i kvasca za dizanje. Zapise o prvim receptima ostavili su nam redovnici koji su u manastirima morali živjeti od plodova svoga rada. Obrađivali su tlo, lovili ribe, sakupljali gljive, bilje i voće, ali su i zapisivali svoje recepte u knjigu kuhanja.  Jedno od najpoznatijih ruskih jela je juha od kupusa poznata kao šči (rus. Щи), u koju se po današnjem receptu stavljaju još i mrkva, korijen celera, luk, krumpir i drugo. Od tradicionalnih pića najpoznatija su im kvas i votka.
Staroruska kuhinja sastojala se uglavnom od mesa, ribe, divljači, povrća i sakupljačkih plodova, kao što su gljive i divlje voće i bobice. Raž je tradicionalna u pripremi kruha, dok se pšenica koristi tek u novije vrijeme. Juhe su veoma popularne, uz šči, tu je i rassoljnik (rus. Рассольник). Riba je također popularna, u staroj ruskoj kuhinji slatkovodna riba bila je gost samo na carskim i bojarskim stolovima, delicije napose bijahu losos i jesetra. Posebno je na cijeni kavijar, kojega je narod jeo s octom, paprom i lukom. Najčešće jelo starih Rusa bijaše crveno meso (govedina), te bravetina i svinjetina. Konzumacija nekih vrsta mesa u to vrijeme bila je striktno zabranjena, nepose meso divljeg zeca, no zato su na raspolaganju imali meso divljih ptica, među kojima i labuda i ždrala, crnog tetrijeba i jarebica.
Moskovski period: U vrijeme takozvane Moskovije i Moskalja, bile su dvije kuhinje, ona za bogate, i jedna za siromašne. Hrana običnih ljudi bila je jednostavna, no zato su sofisticirani boari uživali u posebnim specijalitetima, osobito u vrijeme kakvih blagdana.
Novije doba: U vrijeme Petra Velikog i Katarine Velike počinje njihova kulinarska tradicija ali i počinju prihvaćati neka zapadnoeuropska jela, kao što su sendviči, francuski i nizozemski sirevi, šunka ,etc.

### Seoska arhitektura
Tradicionalno rusko selo sastoji se od drvenih kuća. Drvo je najuobičajeniji materijal za gradnju jer Rusija njime i obiluje. Od drveta se grade i crkve, i kuće za kupanje i drugi gospodarski objekti. Tipična kuća na farmi  'izba'  javlja se u 3 regionalna tipa, gospodarske zgrade prave četvrtasto dvorište i ograđene su niskom drvenom ogradom. U sjevernim dijelovima Rusije sporedne strukture vežu se na glavnu, dok su na jugu svaka zasebno. Varijacije izbe se očitavaju u broj veličini i broju zidova. Piatstenok (peterozidni) ima ekstra zid koji dijeli dnevni od skladišnog prostora. Glavna soba ima i veliku glinenu peć koja zagrijava jedinu prostoriju kuće, a koju nema «klet»,  građevina s četiri zida, vrlo jednostavne drvene strukture.

## Populacija
U drugim državama-slijednicama SSSRa postoje velike ruske manjine, kao na primjer u Ukrajini, Bjelorusiji, Kazahstanu, Kirgistanu, Latviji, Litvi, Estoniji kao i u SADu i Australiji. U Narodnoj Republici Kini su Rusi službeno priznati kao manjina, oni tamo žive već generacijama. Oni u Kini žive na sjeveru Xinjianga (uključujući Ürümqi) i u Heilongjiangu.
Od kraja SSSR-a dolazi ponovo do velikih useljavanja, kako Rusa u Kinu, tako i Kineza u Rusiju. U vrijeme Carske Rusije kao i za vrijeme Sovjetskog Saveza, poticano je naseljavanje Rusa na cijelo područje tadašnje države. Nakon sloma, Rusi se polako vraćaju na područje današnje Ruske Federacije. Rusi imaju posebno značajnu manjinu u Ukrajini gdje ih živi oko 8 milijuna.

## Vanjske poveznice
- Introduction to Russian Culture (Linkovi)